# تظاهرات ۲۰۱۲ اکوادور
تظاهرات ۲۰۱۲ اکوادور (انگلیسی: 2012 Ecuadorian protests) به مجموعه‌ای از تظاهراتی گفته می‌شود که (در سال ۲۰۱۲) توسط بومیان کشور اکوادور علیه واگذاری امتیاز معدن مس در ایالت زامورا-چینچیپ برگزار کردند. در روز ۲۲ مارس، اعتراض کنندگان به پایتخت کیتو رسیدند و با نیروهای مخالف تظاهرات روبرو شدند و از جانب دولت و رئیس‌جمهور رافائل کورئا هشدار دریافت نمودند.

## تاریخچه
اعتراضات به دلیل توافقی که بین چین و اکوادور برای بهره‌برداری از یک معدن مس منعقد شده بود، شروع شد. این معدن در منطقه جنوب شرقی آمازون، شامل استان زامورا-چینچیپ قرار دارد. مبلغ توافق ۱/۴ میلیارد دلار و مدت آن ۲۵ سال می‌باشد. کنفدراسیون بومیان ملی اکوادور این تظاهرات را رهبری می‌کرد. کنفدراسیون ملیت‌های بومی اکوادور (CONAIE)، سازمانی که راهپیمایی اعتراضی را رهبری می‌کند، مدعی است که نماینده یک سوم جمعیت ۱۴ میلیونی اکوادور است. این کنفدراسیون همچنین در انتخابات ۲۰۰۶ هنگامی که کورئا اولین دوره ریاست جمهوری خود را به دست آورد، از بسیاری از برنامه‌های او حمایت کرد، اما بعداً آنها او را به طرفداری از سیاست‌های بازار آزاد بدون توجه به اهداف اصلی خود متهم کردند. آنها قبلا با اعتراضات خود دو رئیس جمهور شامل: عبدالله بوکرام در سال ۱۹۹۷ و جمیل مهاد در سال ۲۰۰۰ را برکنار کردند.

## اهداف
هومبرتو چولانگو رهبر کنفدراسیون بومیان ملی اکوادور می‌گوید این تظاهرات علیه رئیس‌جمهور نیست بلکه به دنبال تصویب قوانین برای حفاظت از منابع آب و مشورت با بومیان در مورد پروژه‌های دیگر در مورد معادن است؛ زیرا بسیاری از بومیان با شروع بهره‌برداری از معادن از زمین‌های خود رانده می‌شوند و به دنبال این توافق امتیازهای جدیدی در مورد معادن دیگر واگذار خواهد شد.

## ضد اعتراض
نزدیک به ۱۰۰۰۰ نفر حامیان رئیس‌جمهور در روز ۸ فوریه بیرون از قصر ریاست‌جمهوری فراخوانده شدند تا حمایت خود را از وی ابراز دارند. هنگامی که اعتراض‌کنندگان در روز ۲۲ مارس به کیتو رسیدند و دولت اکوادور فراخوان جلوگیری از کودتا را صادر کرد. رئیس‌جمهور کورئا برای هواداران خود که ۵۰۰ نفر آنها از بومیان معترضی بودند و از شمال آمده بودند، در باب مزایای قرارداد مس سخنرانی کرد و گفت: بهره‌برداری از معادن و استفاده از مزایای آن ضروری است تا بتوانیم به مردم و ناتوانان کمک کنیم، صرف امنیت اجتماعی و ساختن راه‌ها کنیم.